# Arthur Verbrugge
Arthur Pierre Marie Verbrugge, né le 22 février 1880 à Bruges et décédé le 10 novembre 1965 à Sint-Andries fut un homme politique belge socialiste.
Verbrugge fut directeur de coopérative et typographe et mutualiste.
Il fut élu conseiller communal de Sint-Andries (1921-64) et échevin (1959-64); sénateur provincial (1921-25; 1932-36) de la province de Flandre-Occidentale et de l'arrondissement de Bruges (1925-1932 et 1936-49).
Il fut créé chevalier (1929) et commandeur de l'ordre de Léopold.

## Sources
- Bio sur ODIS